# Museo de las fortificaciones de Hlučín

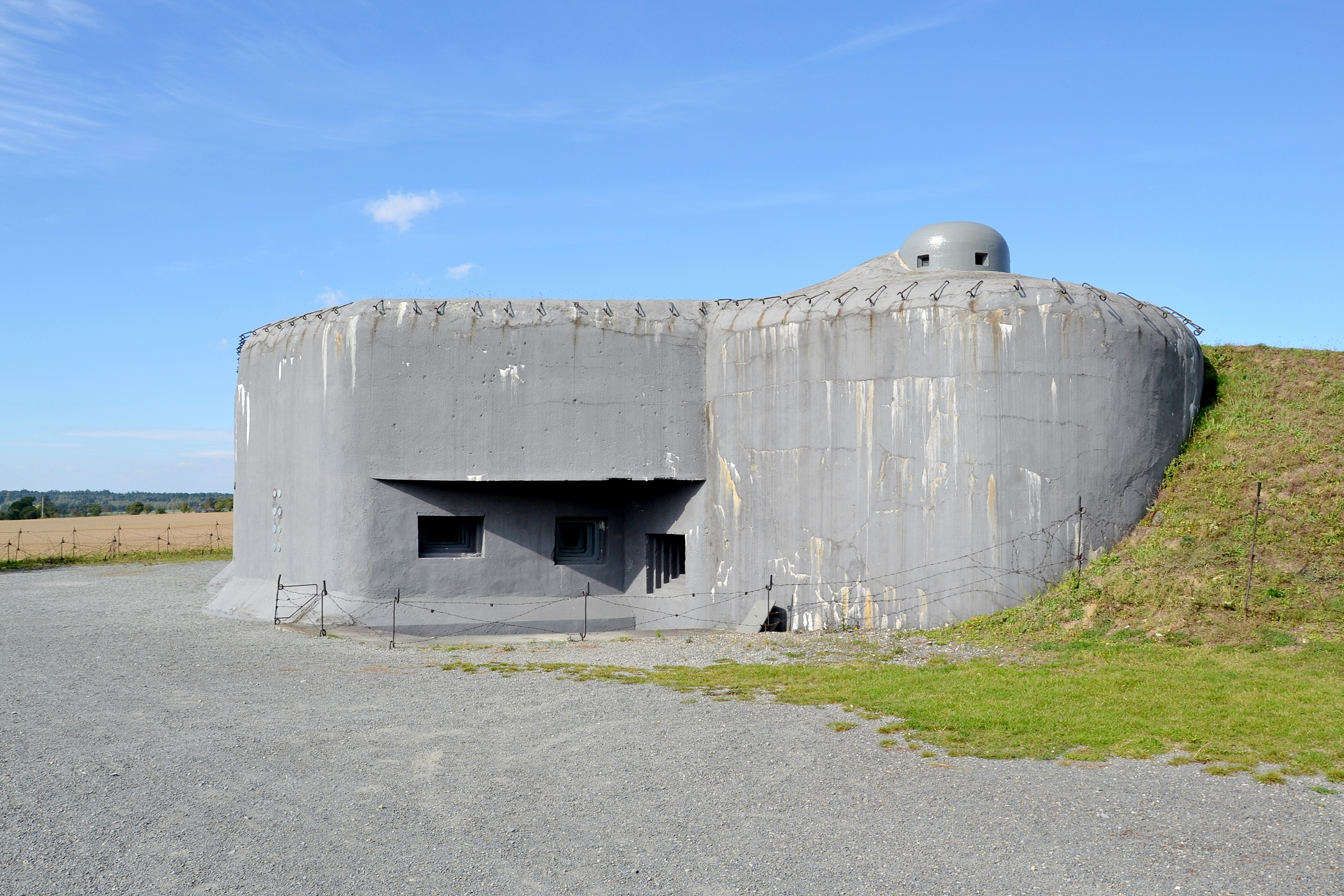
Vista del Museo de las fortificaciones en Hlučín, en la Silesia Checa.

El Museo de las fortificaciones de Hlučín es un museo sobre las fortificaciones militares de los años 1930 cerca de la ciudad de Hlučín, en la Silesia Checa. Los fuertes MO S-18 «Obora», MO S-19 «Alej» y MO S-20 «Orel» son parte del museo.
Fueron construidos entre 1935 y 1938. Son los mejores conservados de Europa y su conjunto defensivo total se compone de cuatro elementos de diferentes tipos y grados de resistencia.